# 搪瓷

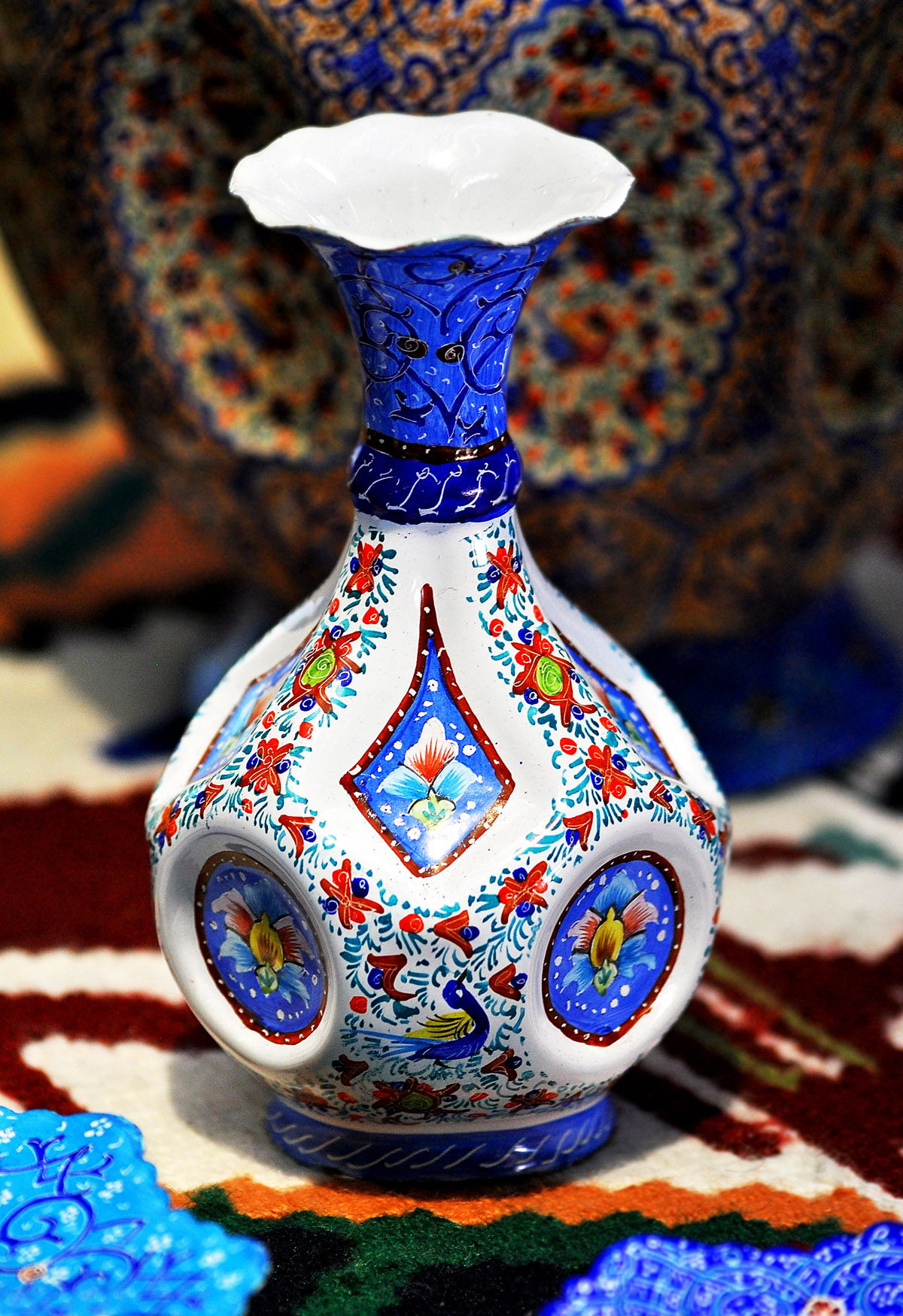
伊朗式塘瓷花瓶

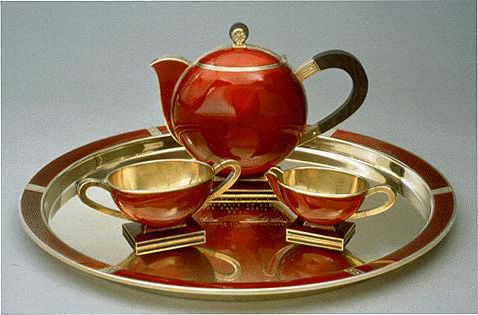
塘瓷茶具

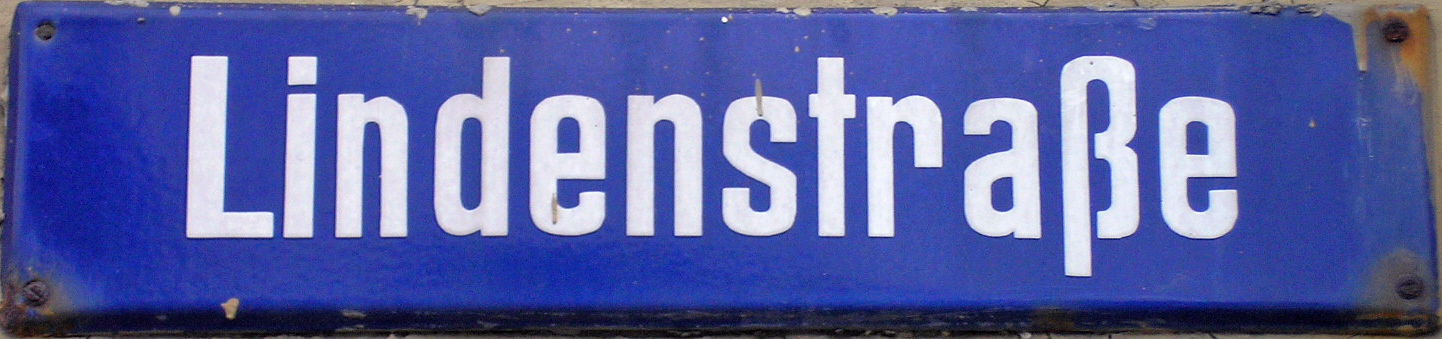
德國一個塘瓷路牌（椴樹街）

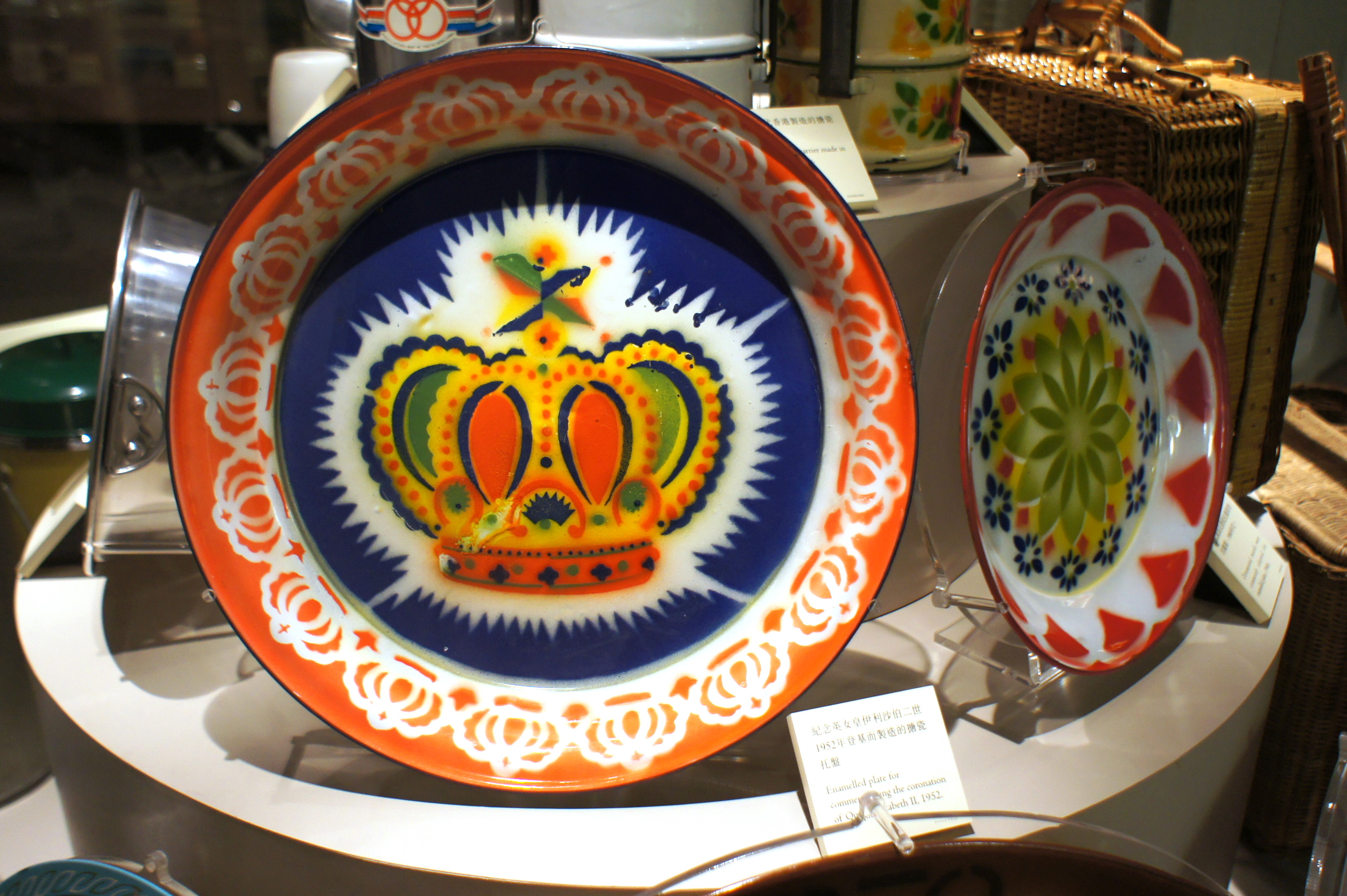
紀念英女皇伊利沙伯二世1952年登基而製造的塘瓷托盤（香港歷史博物館展品）

搪瓷（英語：enamel），又称琺瑯，指將玻璃或陶瓷質粉末熔結在基質（如金屬、玻璃或陶瓷）表面形成的外殼，多為彩色具有藝術美感的花樣，用於保護和裝飾。
以石英、长石等为主要原料，并加入纯碱、硼砂等为溶剂，氧化钛、氧化锑、氟化物等为乳浊剂，鈷、鐵、釹、鐠、銅或鎳等金属氧化物为着色剂，经过粉碎、混合、熔融后，倾入水中急冷成珐琅浆，涂敷于金属制品表面，经过干燥、烧成，即得制品。
塘瓷鍋、盛盤、浴缸、冰箱等是其例子。

## 中國琺瑯器
琺瑯是音譯，古代又稱「佛菻」、「佛郎」、「拂郎」，都是古代對法蘭克（Frank）的音譯。其中金屬胎琺瑯工藝，常見有掐絲琺瑯以及畫琺瑯兩大類，此外偶爾可見鏨胎琺瑯和透明琺瑯（廣琺瑯）。明清文人又稱「大食窯」、「鬼國窯」、「鬼國嵌」、「佛郎嵌」，都是琺瑯的不同做法。

### 掐絲琺瑯
多數專家根據明代初年的紀錄，認為大食窯即是掐絲琺瑯，將其傳入中國的時間定為公元13至14世紀。由於元代蒙古大軍四處掠奪工匠，很多西亞、中亞工匠就此隨軍被安置在雲南，中外技術交流使得滇工馳名天下，在元代及明初一直貢奉內廷。在對北京故宮館藏清宮舊藏掐絲琺瑯器物的排查中，被劃歸元代及明初的器物，其釉色濃豔明快，特別是白色釉料呈半透明水晶狀。這一特徵在宣德以後消失。可以推斷元末明初內府仍然有西亞釉料留存或有外國工匠指導。掐絲琺瑯是由工匠用纖細的金屬絲在器物表面勾勒出圖案邊緣，再加以上色的技法。

### 畫琺瑯
畫琺瑯，又稱洋瓷，元明皆無，康熙時期傳入，清三代尤為盛行。因為琺瑯釉料在燒製時容易流淌走樣，對於釉料配方以及火候控制均有嚴格要求，其技術難度較掐絲琺瑯高，是琺瑯工藝中最難的一種。由於康雍乾三代為展現大清實力，在此技術上極力鑽研，加上雍正、乾隆等帝王在位時，都力求瓷器技藝超越前朝，造出了許多藝術水準相當高的成品。